# Ceramid-szintáz 1
A ceramid-szintáz 1, más néven LAG1 hosszúélet-biztosító 1-es homológ a CERS1 gén által kódolt enzim.

## Funkció
E gén a TGFβ szupercsaládba tartozó csontmorfogenezis-fehérje (BMP) család tagját kódolja. E fehérjecsalád több bázisú proteolitikus feldolgozóhellyel rendelkezik, mely a 7 állandósult ciszteint tartalmazó érett fehérjéhez lebomlik. E család tagjai a sejtnövekedés és -differenciáció szabályzói embrionális és érett szövetben is. Élesztővel végzett kísérletekkel kimutatták e fehérje szerepét az öregedésben. E fehérje egy- és a növekedési-differenciációs faktor 1-et is kódoló kétcisztronos mRNS-ről is átíródik.
A ceramid-szintáz 1 (CerS1) ceramid-szintáz, mely a C18 ceramid szintézisét fumonizin B1-függetlenül katalizálja, és elsősorban az agyban expresszálódik. Megtalálható kis mennyiségben a vázizomban és a herében is. A sejten belül a CerS1 az endoplazmatikus retikulum (ER) és a Golgi-készülék membránjában van. 2 izoformája van, és az 1-es izoforma a Golgi-készülékből az ER-be kerülhet.
A CerS1/GDF1 mRNS-t nagymértékben expresszálja az agy és az izom, de megtalálható szívben és tüdőben is. Az agyon belül a CerS1 a legtöbb neuronban leginkább expresszált CerS. A fehérállományban kis mennyiségben található.
Egy 2012-ben egereken végzett kísérleten a neuronalis CerS1 ablációja csökkentette a szfingolipid-, hexozilceramid- és szfingomielinszintet. Bár az agyuk látszólag normálisan fejlődött, a kisagyban atrófia lépett fel, a Purkinje-neuronokban pedig neurodegeneráció lépett fel. A szemcsesejtek 6-szor gyorsabban haltak el apoptózissal. Ezenkívül motoros és neurofiziológiai romlást mutattak az egerek.

## Szerkezete
Más emlős-CerS-októl eltérően a CerS1-nek nem ismert Hox-szerű doménje. Funkcióját és szerkezetét tekintve eltér a többi CerS-tól, és a filogenetikai fának más ágán található.

## Klinikai jelentősége
Bizonyos stresszek hatására a CerS1 gyorsan reagál ubikvitinációval és proteaszómás bomlással, így feltehetően rövid a biológiai felezési ideje.
Feltehetően a CerS1 részt vesz a fej-nyaki laphámkarcinóma (HNSCC) növekedésének szabályzásában, e feltételezés alapja, hogy a C18-ceramid-szintek a HNSCC-s szövetekben alacsonyabb a normálisnál. A CerS1, különösen más CerS-okkal együtt, a kemoterápiás szerekre, például a ciszplatinra, a karboplatinra, a doxorubicinre és a vinkrisztinre érzékennyé teszi a sejteket.
A ceramidok tumorszupresszorként is működhetnek, továbbá képesek a c-Myc transzkripciós faktort inaktiválni.

## Fordítás
Ez a szócikk részben vagy egészben  a   Ceramide synthase 1 című angol Wikipédia-szócikk ezen változatának fordításán alapul.  Az eredeti cikk szerkesztőit annak laptörténete sorolja fel. Ez a jelzés csupán a megfogalmazás eredetét és a szerzői jogokat jelzi, nem szolgál a cikkben szereplő információk forrásmegjelöléseként.